# Scoglio di Monte Russu
Lo scoglio di Monte Russu è uno scoglio del mar di Sardegna prospiciente l'omonimo capo, nella Sardegna settentrionale.

Appartiene amministrativamente al comune di Santa Teresa Gallura.